# Echinodiscus
Echinodiscus is een geslacht van zee-egels uit de familie Astriclypeidae.

## Soorten
- Echinodiscus andamanensis Stara & Sanciu, 2014
- Echinodiscus bisperforatus Leske, 1778
- Echinodiscus chikuzenensis Nagao, 1928 †
- Echinodiscus ellipticus Duncan & Sladen, 1883 †
- Echinodiscus ginauensis Clegg, 1933 †
- Echinodiscus pedemontanus (Airaghi, 1899) †
- Echinodiscus placenta Duncan & Sladen, 1883 †
- Echinodiscus transiens Nisiyama, 1968 †
- Echinodiscus truncatus L. Agassiz, 1841